# Monumento ai caduti della prima guerra mondiale (Brindisi)

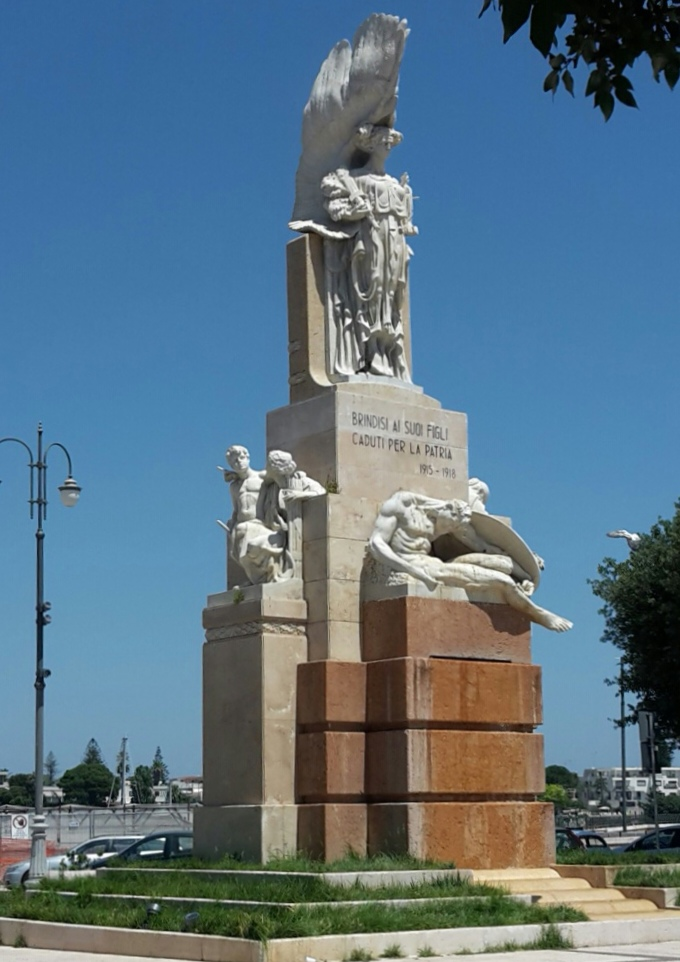
Il monumento in piazza Santa Teresa

Il Monumento ai caduti della prima guerra mondiale è un monumento di Brindisi sito in piazza Santa Teresa.
Voluto dall'amministrazione comunale, fu scelto lo scultore brindisino Edgardo Simone che utilizzò marmo bianco di Carrara.

## La difficile collocazione
La prima decisione riguardo alla collocazione del monumento fu il piazzale della stazione di Brindisi che trovò, però, l'opposizione dello scultore perché non esaltava l'importanza dello stesso. Si decise allora per piazza Engelberto Dionisi, sul lungomare brindisino, dove fu inaugurato il 22 novembre del 1931 dal re Vittorio Emanuele III. Anche questa volta, però, Simone non gradì la scelta e, nel 1938, il monumento venne smontato e nuovamente spostato per trovare una posizione transitoria in piazza della Vittoria.
Finalmente nel 1940 fu collocato definitivamente in piazza Santa Teresa.